# Gaspare Traversi
Gaspare Traversi (Napoli, 1722 – Roma, 1770) è stato un pittore italiano.
Trasse dal teatro contemporaneo la fonte per le sue composizioni, coniugando le caratteristiche fisiognomiche, spesso ambigue, dei personaggi rappresentati, alla espressiva gestualità rivelatrice dei loro caratteri.

## Biografia
Primo di otto fratelli, l'artista nacque da Domenico e Margherita Marinello (o Marinelli). Probabilmente influenzato dall'anziano Francesco Solimena, nei suoi dipinti, sia con opere d'argomento religioso - come la Crocifissione del 1748, ora conservata alla Collezione Escalar, o i tre grandi teleri orizzontali con le Storie della Vergine per la chiesa napoletana di Santa Maria dell'Aiuto dell'anno successivo, che in ritratti e scene di soggetto domestico - si mise in opposizione alle tendenze «ufficiali» dell'ambiente napoletano, indirizzandosi verso una resa naturalistica e psicologica della realtà.
A causa dei difficili rapporti con artisti e committenti il Traversi si trasferì, intorno al 1752, definitivamente a Roma, nel quartiere Trastevere, accompagnato dalla sorella Caterina e dalla moglie Rosa Orlandi, forse su invito del padre francescano Raffaello Rossi da Lugagnano, conosciuto a Napoli quando quest'ultimo era, dal 1742, commissario visitatore apostolico presso il Regio Monastero di Santa Chiara a Napoli e suo maggior committente romano, ma continuò a mantenere contatti con l'ambiente napoletano.
In quello stesso anno, su commissione dei Carmelitani di San Crisogono, realizzò sei tele incentrate su temi biblici ed evangelici oggi conservate nella Basilica di San Paolo fuori le mura; successivamente esegue il Miracolo di san Raimondo Nonnato per la chiesa di Sant'Adriano, ora conservato nella curia generalizia dei Mercedari. Nella coeva tela con Il ferito, conservata nelle veneziane Gallerie dell'Accademia, un giovane, confortato da una ragazza, fa esaminare la sua ferita a un medico: il punto focale della tela è nel volto, intento e grave, del medico; secondo Roberto Longhi"...ci pare che il sembiante dell'ignoto chirurgo napoletano prenda posto fra quei ricordi dell'uomo che ci dicono qualche cosa di sicuro, di veracemente attuale sui sentimenti possibili ad un uomo in un secolo, senza cedere troppo a quei sentimenti medesimi; così come ci dicono l'Erasmo dell'Holbein o il Voltaire dello Houdon".

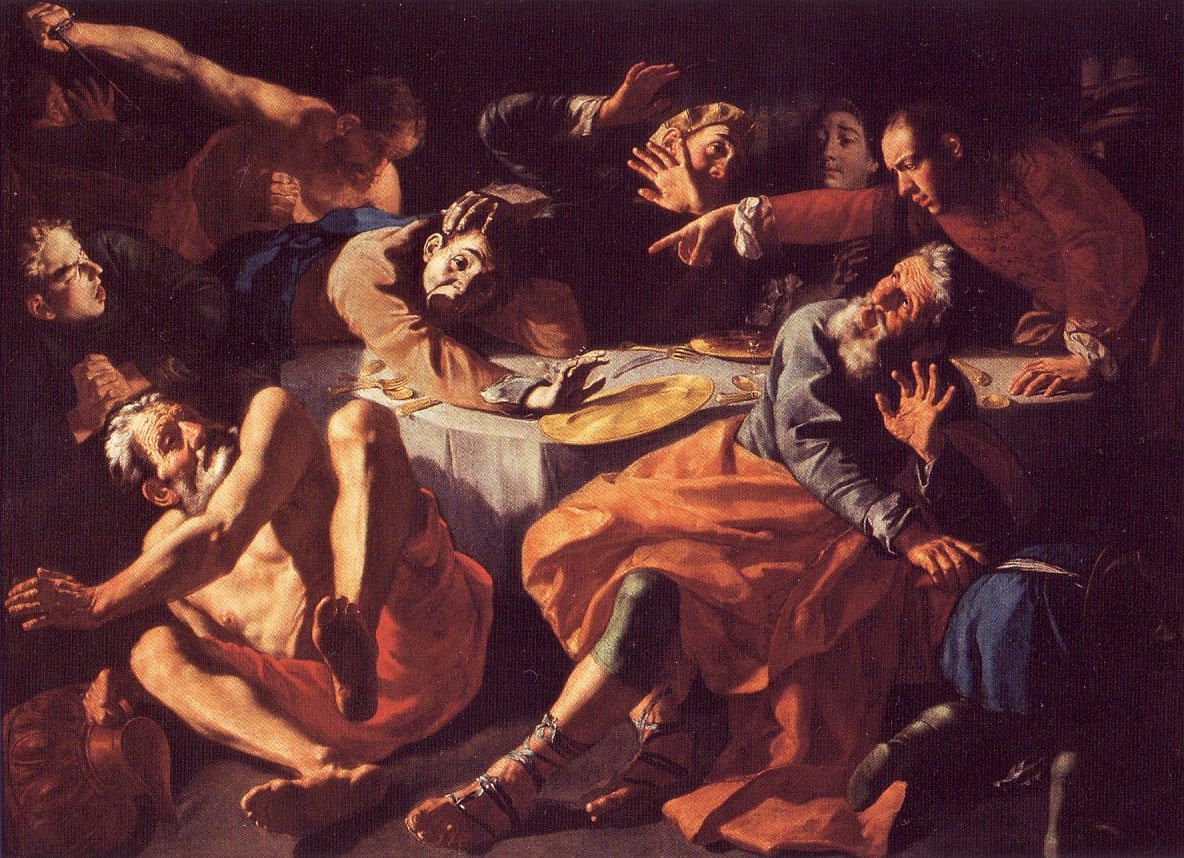
Uccisione di Aronne, Galleria di Stoccarda

Tra il 1753-58 le 25 tele per la chiesa e la sagrestia di Santa Maria di Monte Oliveto a Castell'Arquato su commissione di Raffaello Rossi da Lugagnano e dipinti per il Duomo di Parma. Nel 1753 riceve la commissione per le Stazioni della Via Crucis di Borgotaro, in origine destinate alla chiesa di Santa Maria di Castell'Arquato presso Piacenza.
Contemporanee alla produzione religiosa sono le sue celebri tele con scene di genere, dipinti nei quali alle prime esperienze del naturalismo napoletano si aggiungono le nuove sollecitazioni della pittura di genere nordica e dell'eredità caravaggesca; raccoglie i nuovi indirizzi del Monsù Bernardo e di Marco Benefial, indirizzandoli verso un'autentica indagine sociale, prendendo a soggetto tanto le classi alte che quelle popolari. Come scrive Nicola Spinosa, il Traversi presenta "...scene tratte dalla vita d'ogni giorno, dai salotti di ricchi borghesi – quelli che allora s'usava indicare come parvenus – con aspirazioni nobiliari o da qualche misero interno d'osteria con avventori rissosi, vecchi ubriaconi, mezzane proterve e giovanotti sprovveduti, dall'interno di qualche basso con comari compiacenti e ragazzotte intristite o da un angolo di strada frequentato da frati avvinazzati e legulei senza scrupoli, da ragazzini ridanciani e da cicisbei rammolliti; venivano messi a fuoco, meglio che in un trattato sulla situazione economica del paese o in un pamphlet sui costumi della sua gente e sulle sue necessità, i mali, le rinnovate aspirazioni, le continue delusioni, i laceranti contrasti, le persistenti contraddizioni di una realtà che poteva essere solo quella della Napoli settecentesca o di alcuni quartieri periferici romani".
Tra queste tele sono: La poppata, Roma, collezione privata; La lezione di disegno, di Kansas City, La rissa, Museo di San Martino a Napoli; il Mendicante cieco, Boston e La vecchia e lo scugnizzo della Pinacoteca di Brera.
Il contratto nuziale del 1745 - 1750, rivela l'attenzione dell'artista per la produzione di William Hogarth, del quale dovette conoscere le incisioni anche se, secondo l'Antal, "i volti di questi ricchi borghesi napoletani, che vogliono sembrare aristocratici, sono lievemente più convenzionali che in Hogarth".
L'ultima sua opera conosciuta, del 1770, è il Ritratto di canonico, in cui l'espressione cupida del vecchio sacerdote stigmatizza l'immagine di un clero corrotto ma potente, fra i principali bersagli della contemporanea critica illuminista.

## Opere
- San Francisco

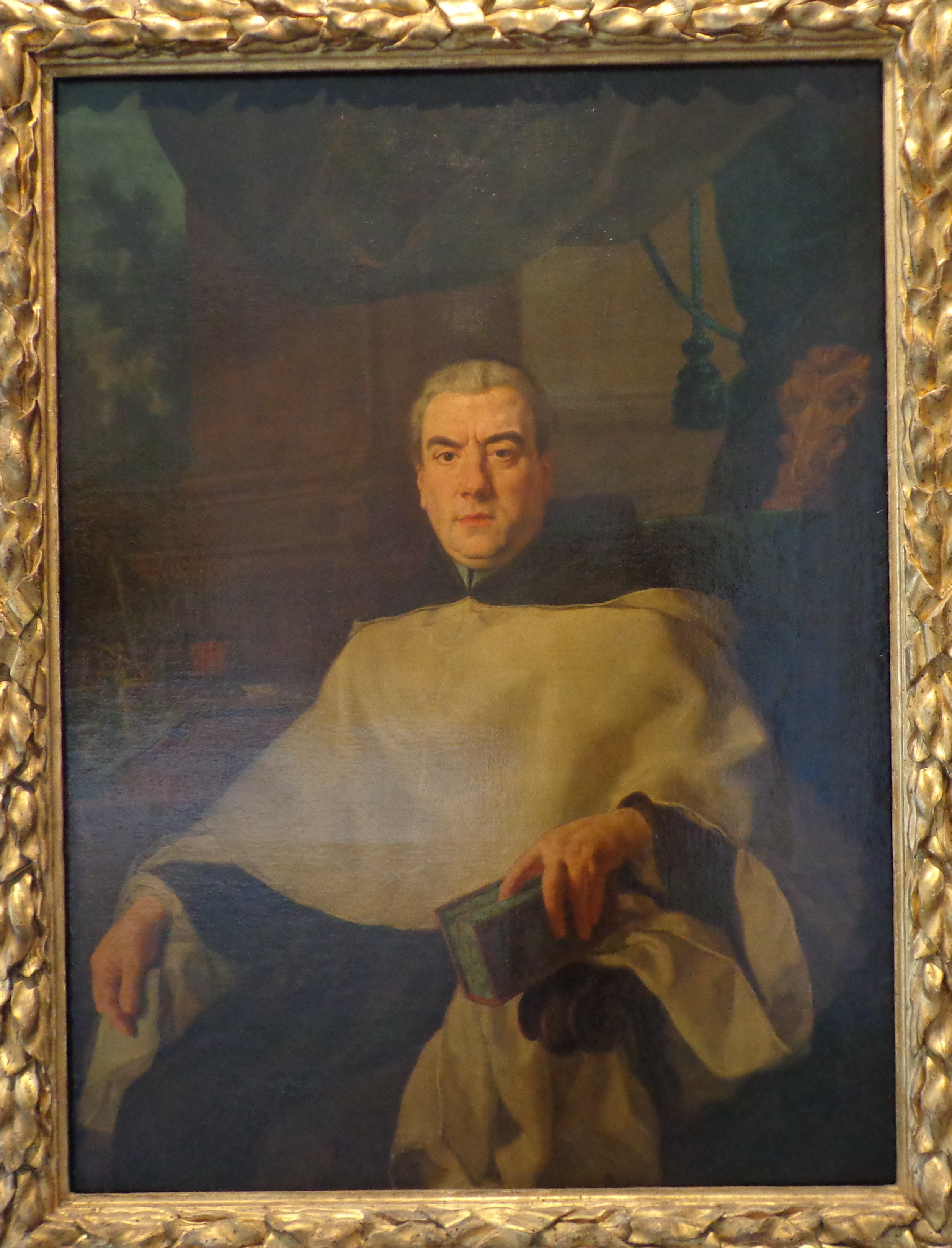
Ritratto di Gian Lorenzo Berti, Musée des Beaux-Arts, Strasburgo

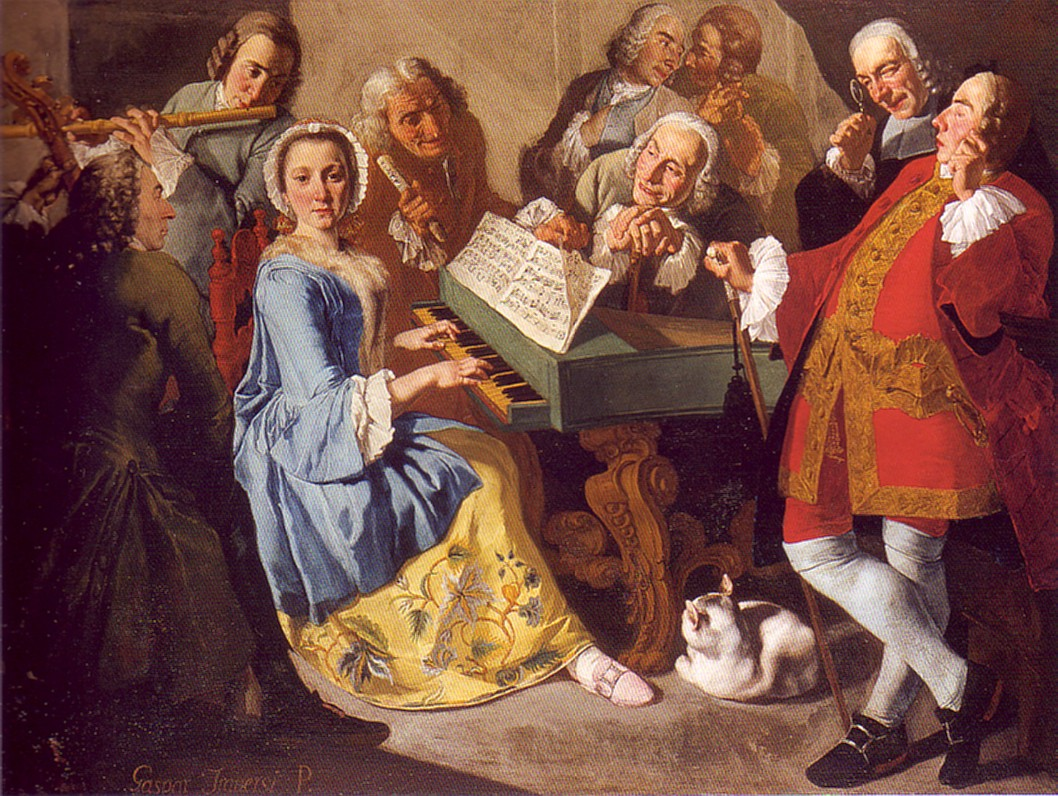
La lezione di musica, Kansas City, Nelson Atkins Museum of Art

  - L'allegra compagnia, California Palace of the Legion of Honor.
  - La veggente, Fine Arts Museums of San Francisco.
- Varsavia
  - Giobbe deriso dalla moglie, Museo nazionale di Varsavia.
- Fontanellato
  - Ritratto del cardinale Gian Giacomo Millo, Labirinto della Masone.
- Ponce
  - La seduzione, Museo de Arte de Ponce.
- Narbonne
  - Mendicante raggomitolato, Musée d'art et d'histoire de Narbonne.
- Wellesley
  - La proposta, Wellesley College.
- Ann Arbor
  - Giuditta con la testa di Oloferne o Salomè con la testa di San Giovanni Battista, Università del Michigan.
- San Pietroburgo
  - Lettura di una lettera, Ermitage.
- Boston
  - Vecchio e un bambino, museum of Fine Arts.
- Aix-en-Provence
  - Suonatori di mandolino, Museo Granet.
- Seattle
  - Autoritratto, Seattle Art Museum.
- Borgotaro
  - Quattordici tele con le Stazioni della Via Crucis, olio su tela, ognuna di cm 71,2 × 50,4, Chiesa di san Rocco.
- Castell'Arquato
  - Compianto su Cristo morto, olio su tela, cm. 208 × 172, Museo della Collegiata.
  - Cristo deriso, olio su tela, cm.154 × 200, Museo della Collegiata.
  - Ecce Homo, olio su tela, cm.110 × 184, Museo della Collegiata.
- Firenze
  - Una fantesca, olio su tela cm. 45 × 34 (con cornice 59 × 50,5 × 5,4), Fondazione Roberto Longhi.
  - San Gerolamo penitente, olio su tela cm. 97,3 × 133,3, Collezione privata Mina Gregori.
- Kansas City
  - Lezione di musica, olio su tela cm. 151,2 × 204, Nelson Gallery.
  - Lezione di disegno, olio su tela cm. 151,2 × 204, Nelson Gallery.
- Palazzo San Gervasio
  - Suonatore di mandola, olio su tela cm. 65 × 52, Pinacoteca d'Errico.
  - Ragazzo con fiasca e bicchiere di vino, olio su tela cm. 65 × 52, Pinacoteca d'Errico.
  - Giovane contadina, olio su tela, Pinacoteca d'Errico.
  - Fanciullo con catino, olio su tela, Pinacoteca d'Errico.
  - Bambina che accarezza un gatto, olio su tela, Pinacoteca d'Errico.
- Milano
  - Vecchia mendicante con scugnizzo, olio su tela cm. 80 × 105 (con cornice cm.103 × 126 × 6,5), Pinacoteca di Brera.
  - La seduzione, olio su tela, cm. 62 × 73 (con cornice cm. 83 × 96 × 3,6), collezione Luigi Koelliker.
  - Giuditta con la testa di Oloferne, olio su tela, cm. 135 × 100 (con cornice cm. 154 × 119), collezione privata.
  - Ritratto del cardinal Gian Giacomo Millo, 1753 circa, olio su tela, cm. 96 × 72, collezione privata.
- Modena
  - Lo scrivano, olio su tela cm. 144 × 107 (con cornice), Galleria Estense.
- Monaco di Baviera
  - Orgoglio materno, olio su tela, cm. 60,5 × 73 (con cornice cm. 78 × 87), collezione privata.
- Napoli
  - Ritratto di canonico, olio su tela cm. 79 × 66, Museo di Capodimonte.
  - Trattenimento musicale, olio su tela cm. 135 × 102, Museo di Capodimonte.
  - Rissa al gioco, olio su tela cm.127,3 × 96, Museo di San Martino.
  - La lettera segreta, olio su tela cm. 131 × 146, Museo Principe Diego Aragona Pignatelli Cortes.
  - Trattenimento musicale, olio su tela cm.130 × 145, Museo Principe Diego Aragona Pignatelli Cortes.
  - Maternità, olio su tela, cm. 65 × 50 (cornice antica), collezione privata.
  - Mandolinata, olio su tela, cm. 62 × 73, collezione privata.
  - I fidanzati, olio su tela, cm. 125,7 × 97,1, collezione privata.
  - La partita a carte, olio su tela, cm. 75 × 101 (con cornice 90 × 120), collezione privata.
  - Santa Margherita da Città di Castello, Ovale, Basilica di Santa Maria della Sanità.
  - Santa Margherita d'Ungheria, Ovale, Basilica di Santa Maria della Sanità.
- New York
  - La bella addormentata, olio su tela cm. 86,7 × 107,6, Metropolitan Museum.
  - Santa Margherita da Cortona, 1758 circa, olio su tela cm. 172 × 122,6, Metropolitan Museum.
  - Ritratto di un uomo, Metropolitan Museum.
  - Testa
- Parigi
  - Posa per un ritratto, 1754, olio su tela, cm. 95,5 × 130,5, Musée du Louvre.
  - La rissa, 1754, olio su tela, cm. 99 × 130, Musée du Louvre.
- Parma
  - Sante Lucia, Agata e Apollonia, olio su tela cm. 350 × 205, Cattedrale.
  - Gesù Bambino appare a sant'Antonio da Padova, olio su tela cm. 350 × 205, Cattedrale.
  - San Pasquale Baylón e san Bernardino, olio su tela cm. 350 × 205, Cattedrale.
  - San Pietro d'Alcantara in estasi, olio su tela cm. 350 × 205, Cattedrale.
  - Cristo in croce e santi francescani, olio su tela cm. 350 × 205, Cattedrale.
  - Crocifisso con san Francesco, Cattedrale
  - Pentecoste, olio su tela cm. 300 × 450, Chiesa di San Pietro d'Alcantara.
  - Il concerto, olio su tela cm. 103 × 77,2 (con cornice cm. 127 × 102), collezione privata.
- Piacenza
  - San Francesco riceve le stimmate, olio su tela cm. 365 × 215, basilica di Santa Maria di Campagna.
- Roma
  - Il contratto nuziale, olio su tela cm. 61 × 74,5, Museo d'Arte Antica di palazzo Barberini.
  - Ritratto di fra Joannethino de Molina, olio su tela cm.118 × 98,5, Museo d'Arte Antica di palazzo Barberini.
  - Ritratto di Fra' Raffaello da Lugagnano, olio su tela cm.72,5 × 60, collezione privata.
  - Resurrezione di Lazzaro, olio su tela, cm. 169 × 275 (con cornice cm.175 × 275), Basilica di San Paolo fuori le mura.
  - Convito in casa d'Assalonne, 1752, olio su tela, cm. 141 × 204 (con cornice cm. 157 × 220), Basilica di San Paolo fuori le mura.
  - La poppata, olio su tela, cm. 71 × 63, collezione privata.
  - Intrattenimento del pupo, olio su tela, cm. 71 × 63, collezione privata.
  - La danza degli sposi, olio su tela, cm. 57 × 70, collezione privata.
- Rouen
  - La partita a carte, olio su tela cm. 96 × 131 (con cornice 119,5 × 153,5), Musée des Beaux Arts.
  - Il concerto, olio su tela cm. 96 × 131 (con cornice 119,5 × 153,5), Musée des Beaux Arts.
- Stoccarda
  - L'operazione chirurgica, olio su tela cm. 77,5 × 103,5, Neue Staatsgalerie.
- Strasburgo
  - Ritratto di padre Gian Lorenzo Berti, olio su tela cm. 135 × 101, Musée des Beaux Arts.
- Torino
  - Le tre età dell'uomo, olio su tela, cm. 81,5 × 102, collezione privata.
- Venezia
  - Il ferito, 1752, olio, su tela cm 101 × 127, Gallerie dell'Accademia.